# 藤田紘久
藤田 紘久（ふじた ひろひさ、1980年 - ）は、日本のウェブマスター・Perlプログラマ・クリエイター。通称Futta。

## 主な活動
ウェブサイト「写真加工.com」を運営しており、画像処理アルゴリズムの作成にも携わっている。
その他、「フリー写真素材 Futta.NET」ではカメラマンとして、「フリー音楽素材 Futta Music」では作曲家として活動している。

## 略歴
- 大阪府茨木市出身
- 埼玉県立浦和高等学校卒業
- 慶應義塾大学商学部卒業